# Sciara multispinulosa
Sciara multispinulosa är en tvåvingeart som beskrevs av Werner Mohrig och Kozanek 1992. Sciara multispinulosa ingår i släktet Sciara och familjen sorgmyggor.
Artens utbredningsområde är Nordkorea. Inga underarter finns listade i Catalogue of Life.